# Sakamoto Ryōma
Sakamoto Ryōma (坂本 龍馬 (Phản Bản Long Mã) Sakamoto Ryoma) (3/1/1836 – 10/12/1867) là một nhà lãnh đạo phong trào chống đối Mạc Phủ Tokugawa trong thời kỳ Bakumatsu tại Nhật Bản. Ông còn sử dụng tên khác là Saitani Umetarou trong khi hoạt động bí mật chống lại Mạc Phủ.

## Những năm đầu
Ryouma sinh ra tại Kouchi, phiên Tosa (ngày nay là tỉnh Kouchi, vùng Shikoku). Theo lịch đúng của Nhật Bản, đó là năm thứ 6 niên hiệu Tempo. Gia đình ông nhiều đời có truyền thống bán rượu và đủ giàu có để mua được hạng võ sĩ thương nhân, cấp bậc thấp nhất trong hệ thống samurai Nhật Bản lúc bấy giờ. Khi bị bắt nạt ở trường lúc còn nhỏ, Ryoma đã được chị gái mình gửi vào học tại một võ đường. Tới lúc trưởng thành, ông trở thành một bậc thầy kiếm thuật. Năm 1853, ông tới Edo trong vai trò môn đệ của Chiba Sadakichi, một đại sư của dòng kiếm đạo Hokushin Ittō-ryū, khi Đô đốc hải quân Matthew C. Perry đưa Con tàu đen tới Nhật Bản, đưa đất nước này thoát khỏi thời kỳ ngủ vùi suốt nhiều thế kỷ. Ryouma bắt đầu cảm thấy chán nản với những phần tử cực đoan ủng hộ Sonno Joi (Tôn Vương Nhương Di) trong nội bộ tầng lớp võ sĩ. Ông được thu nhận vào Đảng Cần Vương Tosa, một phe chống đối Mạc Phủ ở phiên Tosa do Takechi Hanpeita đứng đầu, nhưng bị buộc phải thoát phiên khi âm mưu tiếm đoạt quyền lực ở Tosa bị bại lộ.

## Thời kỳ Mạc mạt
Khi đang là một lãng sĩ (ronin), Ryouma đã quyết định ám sát Katsu Kaishu, một viên chức cấp cao trong Mạc Phủ và là người ủng hộ hiện đại hóa và phương tây hóa. Tuy nhiên, Katsu Kaishu ngược lại đã thuyết phục được Ryoma về sự vô ích của việc chống lại sức mạnh của ngoại bang và về một kế hoạch lâu dài nhằm cường hóa quân đội Nhật Bản. Thay vì giết chết Katsu Kaishu, Ryouma trở thành trợ lý và nhận sự bảo hộ của ông ta.
Năm 1864, khi Mạc Phủ bắt đầu giai đoạn truy bắt phản quân, Ryouma chạy trốn tới Kagoshima phiên Satsuma, nơi sau này đã trở thành đầu não phong trào chống lại Mạc Phủ. Ryouma đã bí mật làm người trung gian đàm phán liên minh giữa phiên Choushu và phiên Satsuma. Hai phiên này đã từng là kẻ thù của nhau trước kia, và vị trí của Ryouma là một "người đứng giữa" đã nhận được sự tin tưởng từ cả hai phía.

Cờ Kaientai

Ryouma thường được coi là "cha đẻ của Hải quân Nhật hiện đại" trong vai trò là người sáng lập một lực lượng hải quân hoàn toàn mới (với sự giúp đỡ của phương Tây) giúp Satsuma và Choushu có đủ thực lực chống lại lực lượng hải quân của Mạc Phủ. Ryouma đã lập được một hải đội riêng và công ty thương mại Kameyamashachu với sự giúp đỡ của phiên Satsuma. Sau này Kameyamashachu trở thành Kaientai.
Những chiến thắng liên tiếp của phiên Choushu trước quân đội Mạc Phủ năm 1866 và sự sụp đổ sắp xảy ra của Mạc Phủ đã làm cho Ryoma trở thành một người có giá trị với phiên Tosa. Ryouma được nghênh đón trở về Kouchi. Phiên Tosa muốn sắp đặt một cuộc đàm phán giữa Mạc Phủ và Thiên Hoàng, điều có thể ngăn cản sức mạnh của Liên minh Choushu – Satsuma đang đe dọa lật đổ Mạc Phủ và nhân cơ hội đó, trở thành một trong những lực lượng mới tại Nhật Bản. Ông đóng vai trò quan trọng trong những cuộc đàm phán liên tiếp đã dẫn tới sự trao trả quyền lực tự nguyện của Tướng Quân Tokugawa Yoshinobu năm 1867, theo đó Nhật Bản bắt đầu Minh Trị Duy Tân.

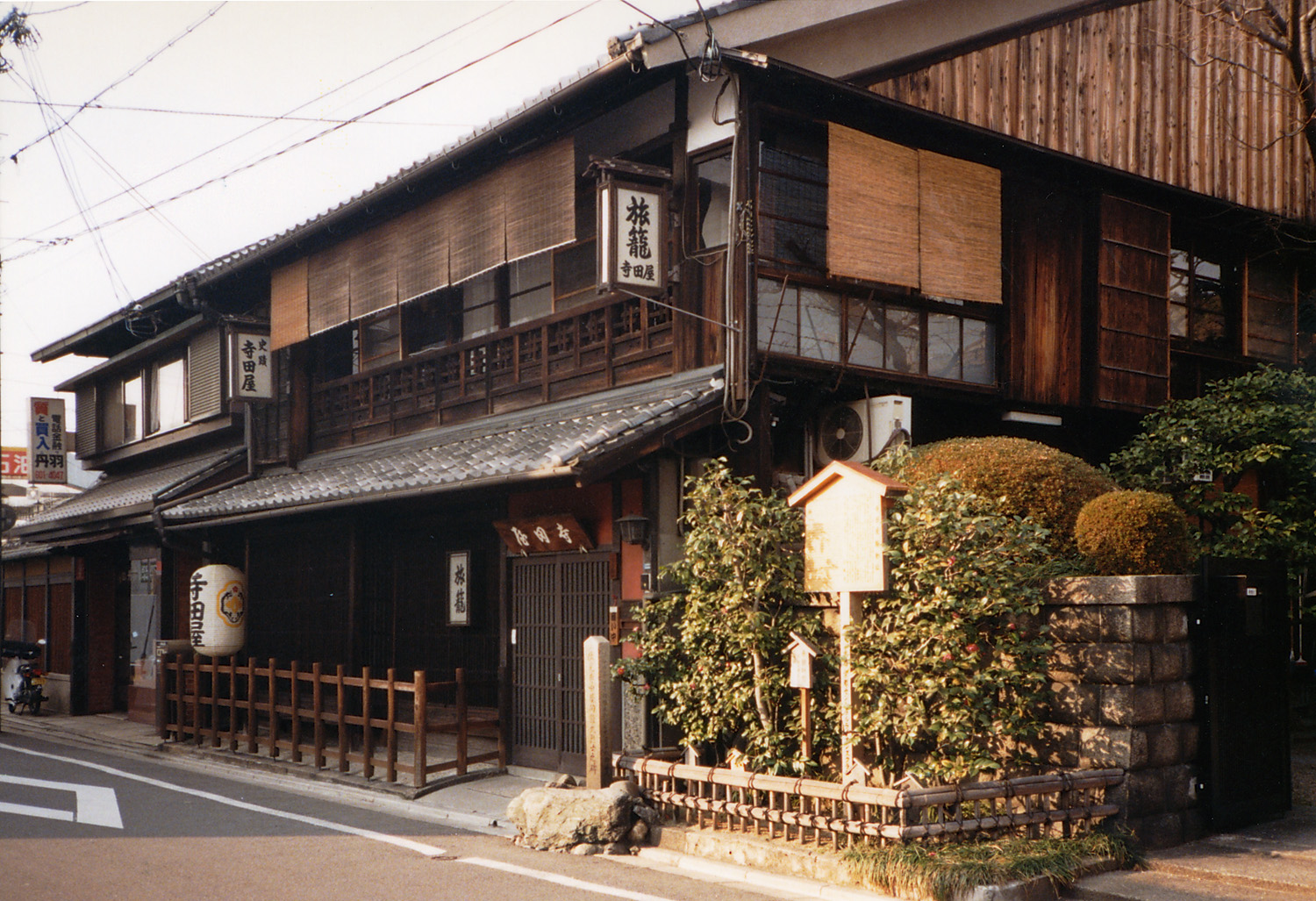
Quán trọ Teradaya, nơi Ryōma bị tấn công và bị thương

Ryouma đã bị ám sát ở tuổi 31 (theo âm lịch cũ ông sinh ngày 15/11/1835 và mất đúng ngày sinh của mình năm 1867) ở quán trọ Oumiya tại Kyoto, không lâu trước khi Minh Trị Duy Tân bắt đầu. Điều tra ban đầu buộc tội những thành viên của Shinsengumi về cái chết của Ryouma và Nakaoka Shintarou (và người đứng đầu Shinsengumi là Kondou Isami đã phải chịu trách nhiệm trước điều đó), nhưng một thành viên Tá Mạc khác, Imai Nobuo của nhóm Mimawarigumi đã thừa nhận tội giết người vào năm 1870. Mặc dù Sasaka Tadasaburou và Imai Nobuo đã nhận tội, nhưng những kẻ sát nhân thật sự chưa bao giờ bị trừng phạt và kết tội.

## Di sản
Ryouma là một người nhìn xa trông rộng, đã hình dung được một Nhật Bản không còn chế độ phong kiến. Ông đã đọc và được mở mang tầm nhìn bởi những gì đã xảy ra ở Mỹ, nơi "tất cả mọi người đều bình đẳng". Ông nhận ra rằng để đuổi kịp những tiến bộ về công nghệ của thế giới, Nhật Bản phải tự mình thay đổi để tránh trở thành thuộc địa hoặc bị chia cắt thành từng mảnh nhỏ như Trung Quốc.

## Vinh danh
Ngày 15/11/2003, sân bay Kouchi đã được đổi tên thành sân bay Kōchi Ryōma để tôn vinh ông. Một bảo tàng tưởng niệm Sakamoto Ryoma cũng được mở ở Kouchi.

## Văn hóa đại chúng
Những tấm ảnh của Ryouma, bao gồm tượng đài của ông trên bờ biển Katsurahama, xuất hiện trong bộ phim Cây cầu Harimaya, được quay tại tỉnh Kouchi. Sakamoto xuất hiện trong phim hoạt hình Peacemaker Kurogane, được lồng tiếng bởi Masashi Ebara và trong series truyền hình mạng Bakumatsu Kikansetsu Irohanihoheto, được lồng tiếng bởi Koichi Yamadera. Sakamoto xuất hiện trong phim truyền hình Nhật Bản Jin, do diễn viên Masaaki Uchino thủ vai.
Sakamoto xuất hiện trong manga Kaze Hikaru và nhắc đến trong một chapter mới của manga Thám tử lừng danh Conan Tập 70 phiên bản mới của nxb Kim Đồng.Trong truyện, các đồ vật của ông bị Kid (1412) đánh cắp nhưng đã bị Conan Edogawa phát hiện. Sakamoto xuất hiện trong truyện tranh lịch sử nổi tiếng, Shura no Toki (ngoại truyện của Shura no Mon hay Truyền nhân Atula), sau đó đã được dựng thành anime, Mutsuen Meiryu Gaiden: Shura no Toki. Nhân vật của ông được lồng tiếng bởi Endo Akifumi. Trong bộ truyện này, ông được miêu tả là người có hoài bão lớn lao, luôn mong muốn Nhật Bản canh tân để hùng cường.
Trong Gintama, Sakamoto là lãnh đạo của Kaientai, mà cũng là tên của tập đoàn hiện đại đầu tiên ở Nhật Bản được thành lập bởi Ryoma. Anh  là một người tốt bụng, lạc quan ngay cả trong tình huống nguy hiểm nhất. Mặc dù có vẻ hơi ngơ ngẩn và mắc chứng say tàu xe, nhưng Sakamoto lại là một thương gia cực kỳ thành công trong vũ trụ. Anh ta tin rằng thương mại chính là cách bảo vệ đất nước. Trong serie Kamen Rider Ghost, Ryouma là một trong 15 linh hồn danh nhân hỗ trợ cho các Kamen Rider chiến đấu, trong đó Ryouma mang số hiệu 09.
Trong tựa game Fate/Grand Order, Sakamoto Ryouma là một Servant của Fujimaru Ritsuka, có thể được triệu hồi vào hai trường phái Rider và Lancer. Đồng hành với Ryouma là một cô gái thần bí tự gọi mình là Oryou-san. Cô ấy có thể là hoá thân của Orochi, hoặc là cô con gái bị giam cầm của Sáng Thế Thần Izanagi.

## Mở rộng
- Kōchi Sakamoto Ryōma Memorial Museum Lưu trữ ngày 23 tháng 5 năm 2014 tại Wayback Machine
- National Diet Library biography & photo
- Japan Mint: Sakamoto Ryoma 2007 Proof Coin Set Lưu trữ ngày 15 tháng 3 năm 2009 tại Wayback Machine